# Nawan Shehar (huyện)
Huyện Nawan Shehar là một huyện thuộc bang Punjab, Ấn Độ. Thủ phủ huyện Nawan Shehar đóng ở Nawan Shehar. Huyện Nawan Shehar có diện tích 1258 ki lô mét vuông. Đến thời điểm năm 2001, huyện Nawan Shehar có dân số 586637 người.